# 托尔道希·伊尔迪科
托尔道希·伊尔迪科（匈牙利語：Tordasi Ildikó，1951年9月9日—2015年7月13日），匈牙利女子击剑运动员。她曾代表匈牙利参加1972年、1976年和1980年夏季奥林匹克运动会击剑比赛，共获得一枚金牌、一枚银牌和二枚铜牌。